# Plocopsylla traubi
Plocopsylla traubi är en loppart som beskrevs av Del Ponte 1968. Plocopsylla traubi ingår i släktet Plocopsylla och familjen Stephanocircidae. Inga underarter finns listade i Catalogue of Life.